# Joseph Lane
Joseph Lane (Buncombe County, 14 december 1801 - Roseburg, 19 april 1881) was een Amerikaans militair en politicus uit de staat Oregon.

## Biografie
Joseph Lane zetelde aanvankelijk namens Evansville in het Huis van Afgevaardigden van de staat Indiana. Later diende hij tijdens de Mexicaans-Amerikaanse Oorlog en werd hij generaal. President James Polk benoemde hem in 1849 tot de eerste gouverneur van het Oregonterritorium. Toen Oregon in 1859 als staat werd toegelaten tot de Verenigde Staten, werd Lane verkozen tot een van de eerste twee senatoren van Oregon.
Bij de Amerikaanse presidentsverkiezingen van 1860 was vicepresidentskandidaat namens de Zuidelijk-Democratische Partij, als running mate van toenmalig zittend vicepresident John Breckinridge. Lane's pro-slavernij-opvattingen en sympathie voor de Geconfedereerde Staten van Amerika tijdens de Amerikaanse Burgeroorlog leidden tot het einde van zijn politieke carrière.
Een van zijn zonen werd later verkozen tot afgevaardigde en een kleinzoon tot senator, waardoor Lane de patriarch werd van een van de meest prominente politieke families van de staat Oregon.
- Gemeinsame Normdatei: 1193948762
- International Standard Name Identifier: 0000 0000 7392 7246
- Library of Congress Control Number: n84123106
- National Archives and Records Administration: 10568126
- Nationale Bibliotheek van Israël: 987007381260905171
- SNAC: w6x64kzc
- Biographical Directory of the United States Congress: L000062
- Virtual International Authority File: 30940479
- WorldCat: E39PBJxhhm4tv4QRv6phfKJ4bd